# 바인하임

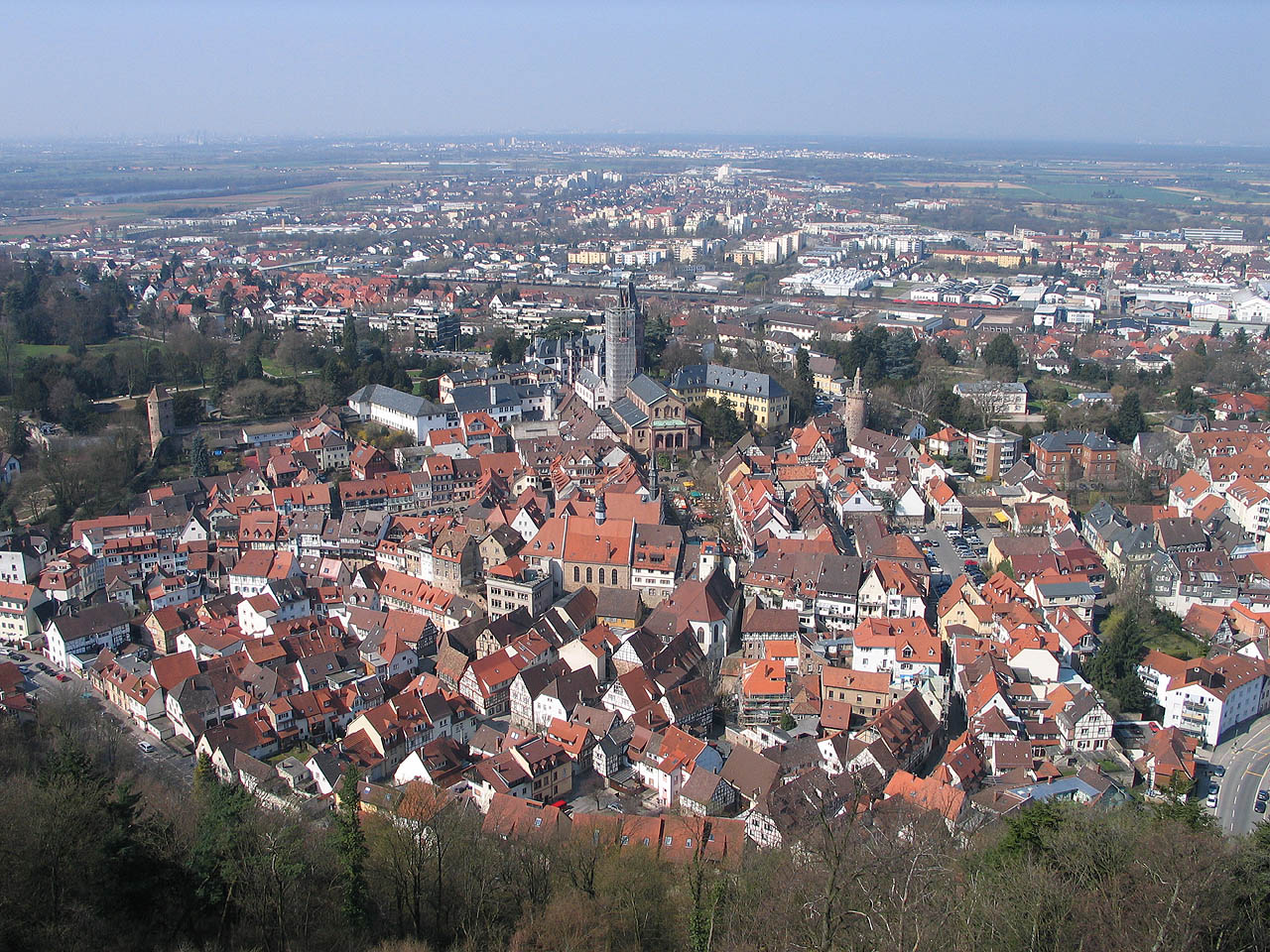
바인하임 시가지의 모습 (2006년 촬영)

바인하임(독일어: Weinheim)은 독일 바덴뷔르템베르크주 북서부에 위치한 도시로 인구는 약 43,000명이다. 하이델베르크에서 북쪽으로 약 15km, 만하임에서 북동쪽으로 약 10km 정도 떨어진 곳에 위치한다.

시기
시 문장

## 지리
바인하임은 동쪽 오덴발트산맥의 가장자리에서 마을을 내려다보는 두 개의 요새 이름들을 따서 "츠바이부르겐슈타트"로 알려져 있다. 바인하임은 오덴발트의 서쪽 가장자리에 있는 베르그스트라 ß의 테마 루트에 위치해 있다. 구시가지는 계곡에 위치해 있고 신시가지는 더 서쪽에 있다. 시장 광장은 수많은 카페들과 옛 라타우스(길드홀)로 가득하다. 남쪽으로 더 멀리 슐로스가르텐(Palace Garden)과 엑소텐발트(Exotenwald)가 있는데 이곳에는 전세계에서 수입된 나무들이 있지만 대부분은 북미와 일본에서 왔다.

## 역사
바인하임에 대한 최초의 기록은 서기 755년에 로르슈 수도원의 기록서인 로르슈 코덱스에 "위넨하임"이라는 이름이 기록된 것으로 거슬러 올라간다. 1000년에 신성 로마 제국의 오토 3세 황제는 바인하임에게 시장을 열 권리를 1065년에는 주화를 주조하고 발행할 권리를 부여했다. 1250년부터 구 시가지 옆에 새로운 마을이 생겼다. 1308년에 구시가지는 팔츠 선제후로 넘어갔다. 1368년부터 마을 전체가 팔라티누스 선제후에 속했고 14세기 말부터 하이델베르크 오베람트 구역에 속했다. 1803년에 바덴으로 이전하면서 바인하임은 1936년부터 랜드크레이스 만하임과 통합된 암트의 소재지가 되었다
1938년부터 라인네카어군이 형성된 1973년 1월 1일까지 바인하임은 란트크레이스 만하임에 속했다. 바인하임의 유대인 공동체는 1228년에 처음 기록되었다. 바인하임에서는 1298년(린트플라이쉬 대학살)과 [[1348년~1349년(흑사병 박해)에 대한 박해가 있었다. 유대인들은 1391년에 바인하임에서 추방당했다. 바인하임 유대인 공동체는 30년 전쟁에서 다시 성장하기 시작했다. 유대교 회당, 베스 미드라쉬, 미케베가 있었고 19세기에는 소년 학교와 교사 양성 대학이 있었다. 이 유대교 회당은 국가사회주의 독일 노동자당(나치당)이 일으킨 수정의 밤(크리스탈나흐트, 1938년 11월 9일 ~ 11월 10일)으로 인하여 파괴되었고 마지막 소수의 유대인들은 1940년 10월 22일에 프랑스에 세워진 귀르스 수용소로 보내졌다. 바인하임은 2005년에 도시 창립 1250주년을 맞이했다.